# Gunnar Jahn

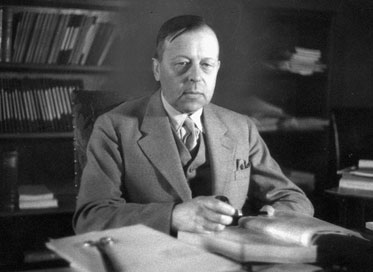
Gunnar Jahn

 Gunnar Jahn (* 10. Januar 1883 in Trondheim, Fylke Sør-Trøndelag; † 31. Januar 1971 in Oslo) war ein norwegischer Wirtschaftswissenschaftler und Politiker, der von 1920 bis 1945 Direktor des statistischen Zentralbüro SSB, zwischen 1934 und 1935 Finanzminister in der dritten Regierung von Ministerpräsident Johan Ludwig Mowinckel sowie nach der deutschen Besatzung Norwegens im Zweiten Weltkrieg nach dem Unternehmen Weserübung Mitglied des Administrasjonsrådet war. 
Nach Kriegsende war Jahn, der von 1942 bis 1966 Vorsitzender des Nobelkomitees zur Vergabe des Friedensnobelpreises war, zwischen Juli und November 1945 Finanzminister in der ersten Regierung von Ministerpräsident Einar Gerhardsen sowie von 1946 bis 1954 Generaldirektor der Norges Bank, der Zentralbank Norwegens.

## Leben

### Familiäre Herkunft, Studium und Mitarbeiter des Statistischen Zentralbüros
Jahn, Sohn des Zahnarztes Christian Fredrik Michael Jahn und dessen Ehefrau Elisabeth Wilhelmine Wexelsen, war ein Neffe des Geistlichen der Norwegischen Kirche Vilhelm Andreas Wexelsen, der zwischen 1905 und seinem Tod 1909 Bischof von Nidaros war. Seine Großtante, die Schriftstellerin Marie Wexelsen, wurde insbesondere durch ihre Psalmdichtungen bekannt. Sein Großonkel Christian Delphin Wexelsen war ein Landschaftsmaler der Düsseldorfer Schule. Seine Cousins waren der Schauspieler, Schriftsteller und Sänger Per Kvist sowie der Arzt Karl Evang, der zwischen 1938 und 1972 Direktor der Gesundheitsverwaltung Norwegens war.
Er wuchs in einem vom Linksliberalismus geprägten Elternhaus auf und begann nach dem Besuch der Domschule Trondheim 1902 ein Studium der Rechtswissenschaften an der Universität Kristiania, das er 1907 als Candidatus juris (Cand. jur.) abschloss. Danach schloss sich eine neunmonatige Tätigkeit als Vertreter eines Rechtsanwalts sowie eine einjährige Verwendung als Hilfsrichter auf den Lofoten, ehe er an die Universität Kristiania zurückkehrte und ein gleichzeitiges Studium der Volkswirtschaftslehre 1909 mit dem Staatsexamen abschloss. 
Im Anschluss fand Jahn, der am 12. April 1911 die Bibliothekarin, Pazifistin und Frauenrechtlerin Martha Larsen Jahn heiratete, eine Anstellung im Statistischen Zentralbüro SSB (Statistisk Sentralbyrå) und war dort zunächst Hilfsreferent sowie seit 1913 Sekretär. 1917 wurde er erst Mitarbeiter der Abteilung für Rationierung, dessen Direktor er 1919 wurde. Als Mitarbeiter des SSB war er maßgeblich an zahlreichen statistischen Erhebungen beteiligt und veröffentlichte 1909 die Handwerkszählung sowie 1910 die Volkszählung.

### Direktor des Statistischen Zentralbüros und Finanzminister 1934 bis 1935
1920 wurde Jahn schließlich Nachfolger von Nicolai Rygg als Direktor des Statistischen Zentralbüros und bekleidete diese Funktion 25 Jahre lang bis 1945. Sein eigener Nachfolger wurde 1946 Arne Skaug, der zwischen 1952 und 1955 erster Ständiger Vertreter Norwegens bei der NATO sowie vom 23. August bis zum 15. Oktober 1957 kommissarischer Außenminister in der dritten Regierung Gerhardsen war.
Als Direktor des SSB leitete er die Planungen für die Volkszählungen 1920 und 1930 und führte eine Analyse zur Stellung von Kindern in norwegischen Ehen durch. Zuletzt war er verantwortlich für die Planung der Volkszählungen 1946 und 1950. Während seiner Amtszeit als Direktor des Statistischen Zentralbüros war er zwischen 1920 und 1926 auch Vorsitzender des Staatlichen Preisrates (Statens Prisråd), 1925 Vorsitzender der Valutakommission sowie 1932 Vorsitzender des Währungstechnischen Ausschusses.
1927 wurde er ferner Mitglied der Norwegischen Akademie der WissenschaftenDNVA (Det Norske Videnskaps-Akademi).
Des Weiteren führte er Analysen zur Verschiebung der Beschäftigtenzahlen in der Industrie durch und leitete daraus Grundlagen für konjunkturelle und strukturelle Maßnahmen ab. Sowohl in diesen Arbeiten als auch bei seinen Analysen der ländlichen Bautradition und des Handwerks wurde der Einfluss von Eilert Sundt deutlich, einer der Pioniere in der Demografie und Soziologie Norwegens.
Während seiner Amtszeit als Direktor verstärkte er die Forschungstätigkeit des SSB und förderte die wissenschaftliche Arbeit der Mitarbeiter. Ferner führte er die regelmäßige Veröffentlichung von Berichten über die wirtschaftliche Entwicklung im Amtsblatt des Büros ein sowie regelmäßige Übersichten über das Staatsbudget, die Vorläuferin der heutigen Berichte über das Nationalbudget wurden.
Zwischenzeitlich fungierte er vom 3. November 1934 bis zum 20. März 1935 auch als Finanzminister in der dritten Regierung von Ministerpräsident Johan Ludwig Mowinckel.

### Mitglied desAdministrasjonsrådet, Vorsitzender des Nobelkomitees sowie Widerstandsbewegung
Nach der deutschen Besatzung Norwegens im Zweiten Weltkrieg nach dem Unternehmen Weserübung wurde er am 15. April 1940 Mitglied des Administrasjonsrådet. In diesem Verwaltungsorgan unter der Leitung von Ingolf Elster Christensen war er für Finanzen und Zölle sowie ab dem 4. Juni 1940 auch für Soziales zuständig. Bereits während dieser Zeit zeigte er seinen Widerstand sowie seine Ablehnungshaltung gegen die deutsche Besatzungsmacht.
Als Nachfolger des am 15. November 1941 verstorbenen Fredrik Stang wurde er 1942 Vorsitzender des vom Storting ernannten fünfköpfigen Nobel-Komitees, dem er bereits seit 1938 als Mitglied angehörte. Dieses Komitee, das den Friedensnobelpreis vergibt, leitete er 24 Jahre lang bis zu seiner Ablösung durch Aase Lionæs 1966.
Später schloss er sich der Widerstandsbewegung Grimelundskretsen unter dem Juristen Paal Berg sowie der Führung der Heimatfront HL (Hjemmefrontens Ledelse) an. Er war ein erbitterter Gegner von Verhandlungen des Reichsrates (Riksråd) mit der deutschen Besatzungsmacht und aktiver Unterstützer der Widerstandsbewegung. Im Herbst 1944 wurde er schließlich von der Besatzungsmacht verhaftet und befand sich bis zur Befreiung Norwegens zusammen mit zahlreichen anderen politischen Gefangenen im Polizeihäftlingslager Grini.

### Finanzminister 1945

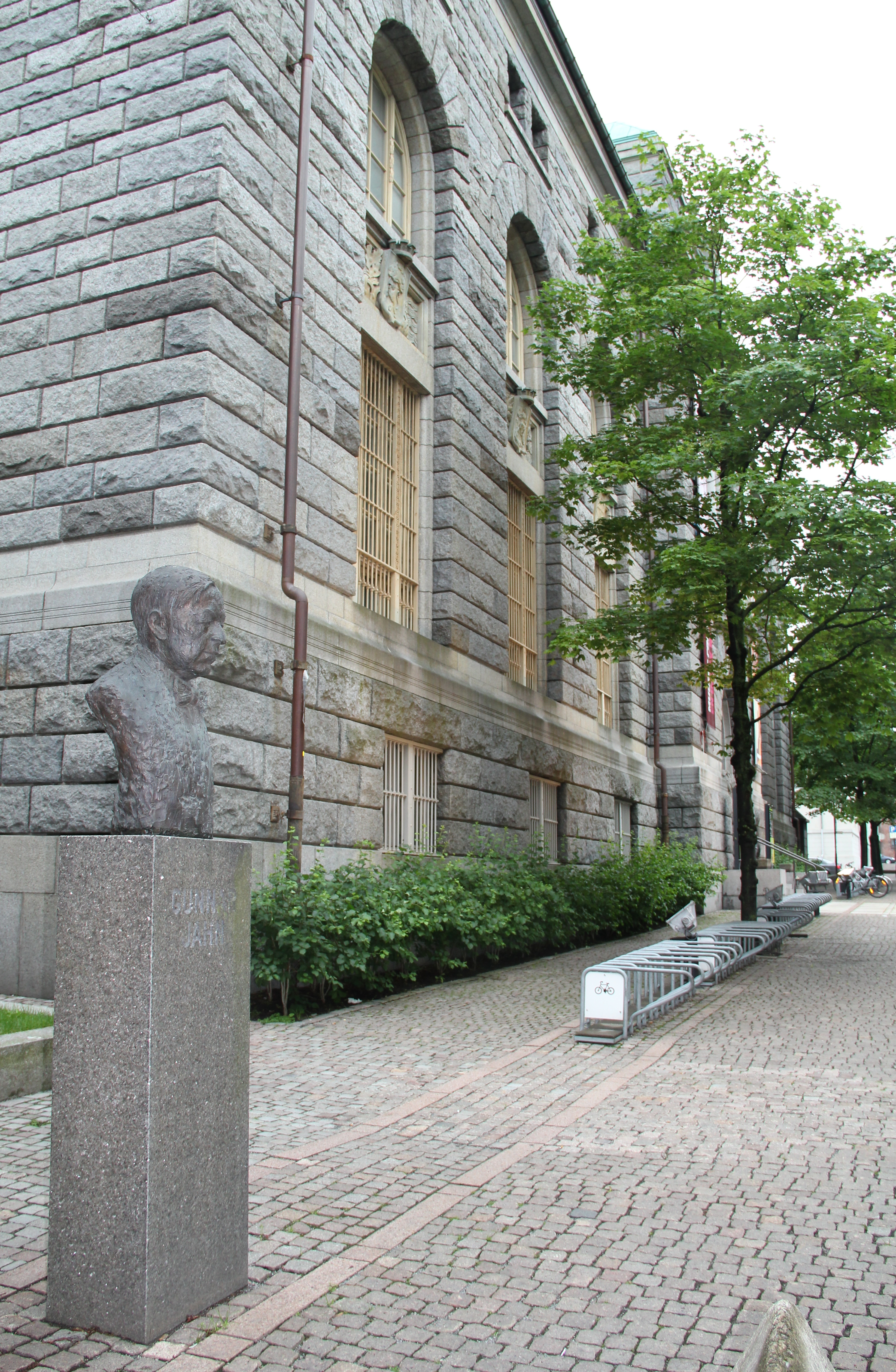
Büste von Gunnar Jahn vor dem ehemaligen Gebäude der Norges Bank, dem heutigen Nationalmuseum Oslo

Nach der Befreiung Norwegens gehörte Jahn zu den Teilnehmern bei den Verhandlungen zur Bildung einer Allparteienregierung (Samlingsregjeringen), verzichtete aber zugunsten von Paal Berg, dem Vorsitzenden der Heimatfront auf eine mögliche Kandidatur für das Amt des Ministerpräsidenten.
Nach Bildung dieser Allparteiregierung durch Ministerpräsident Einar Gerhardsen von der Arbeiderpartiet am 25. Juli 1945 wurde er als Finanzminister in dessen erste Regierung berufen und gehörte dieser ersten Regierung Norwegens in der Nachkriegszeit bis zum 5. November 1945 an.

### Generaldirektor derNorges Bank
Im Anschluss wurde Jahn 1946 abermals als Nachfolger von Nicolai Rygg Generaldirektor der Norges Bank, der Zentralbank Norwegens, und bekleidete diese Funktion bis zu seiner Ablösung durch Erik Brofoss 1954. Neben seiner originären Tätigkeit bei der Zentralbank fungierte er 1946 auch als Vorsitzender des Valutarates sowie 1948 als Vorsitzender des Geld- und Finanzrates. Ferner war er zwischen 1947 und 1951 Vizepräsident des International Statistical Institute (ISI) in Den Haag, dessen Ehrenmitglied er später wurde.
Als Folge des Zweiten Weltkrieges unterlag die bis dahin unabhängige Geldpolitik der Zentralbank jedoch vielfach dem internationalen Währungssystem. Daneben bestimmte das Finanzministerium weitgehend die nationale Wirtschafts- und Währungspolitik, so dass die Zentralbank nur noch eine untergeordnete Rolle spielte. Damit war er jedoch nicht einverstanden und forderte daher eine schnellere Rückkehr zur bisherigen Geld- und Währungspolitik sowie eine stärkere Ausrichtung hin zur Zentralverwaltungswirtschaft.
Nach Beendigung seiner Tätigkeit als Generaldirektor der Zentralbank fungierte Jahn schließlich zwischen 1954 und 1959 als Vorsitzender des Gemeinsamen Ausschusses des Forschungsrates sowie von 1954 bis 1960 auch als Vorsitzender des Rates für Walfang (Hvalrådet).
Seit 1967 ist der Namensgeber für den Jahntinden, einen Berg in der Antarktis.

## Veröffentlichungen
- Statistikkens teknik og metode, 1920
- Byggeskikker på den norske landsbygd, 1925
- Langbuen, Mitautoren O. Bøhn und G. Meyer, 1938
- Om binding av ørretfluer, 1938
- Norges Bank gjennom 150 år, Mitautoren A. Eriksen und P. Munthe, 1966
- For rettferd og fred. Taler ved utdelingen av Nobels fredspris, posthum 1972